# Puig Rodó (Vilanova de Sau)
El Puig Rodó és una muntanya de 615 metres que es troba al municipi de Vilanova de Sau, a la comarca d'Osona.